# Lycaste xytriophora
Lycaste xytriophora là một loài terrestrial lan phân bố từ Costa Rica to Ecuador.

## Hình ảnh

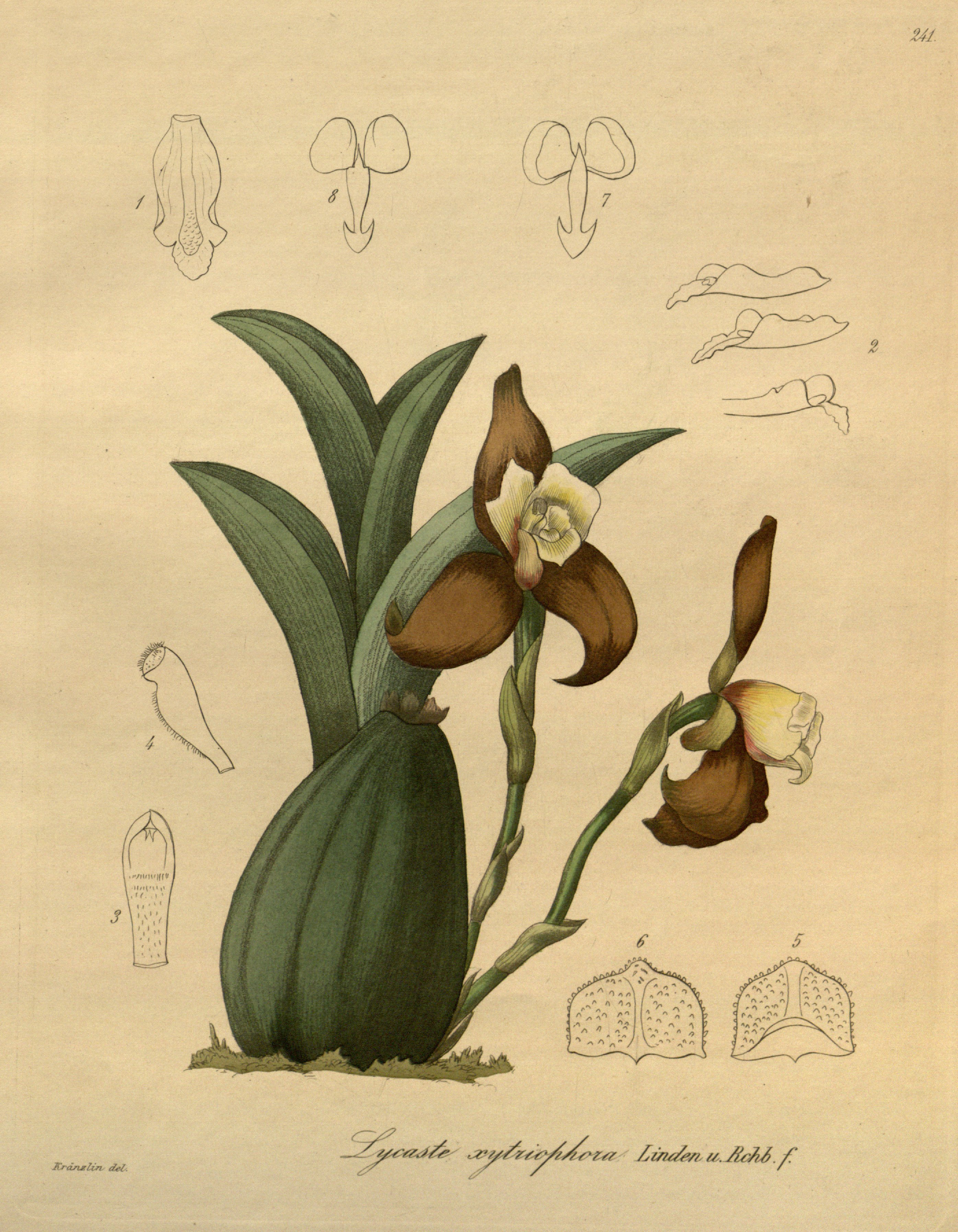